# منتخب قرغيزستان تحت 21 سنة لكرة القدم
منتخب قرغيزستان تحت 21 سنة لكرة القدم (بالروسية: Сборная Киргизии по футболу)‏ هو ممثل قيرغيزستان الرسمي في المنافسات الدولية في كرة القدم في فئة كرة قدم تحت 20 سنة للرجال، يديريه اتحاد قيرغيزستان لكرة القدم.